# Narzes
Narzes ali Nerses ( 478–573 ) je bil skupaj z Belizarjem eden od uspešnih in sposobnih generalov v službi bizantinskega cesarja Justinijana I. Služil je med Justinijanovo ponovno osvojitvijo pokrajin, ki so nekoč pripadale Zahodnemu rimskemu cesarstvu, da bi obnovil Rimsko cesarstvo.
Narses je bil romaniziran Armenec iz plemiške družine Kamsarakan, ki je trdila, da izhaja iz armenske kraljeve družine Arsacidov.
Večino svojega življenja je preživel kot pomemben evnuh v cesarski palači v Konstantinoplu.
Znano je njegovo sodelovanje pri zadušitvi upora Nike, ki ga je ukazala cesarica Teodora. Najvišji častnik v tistem času je bil vojskovodja Belizar, ki je s pomočjo generalov Mundusa, Narzesa in Ivana Armenca s krvjo zadušil upor na zbirališču upornikov, hipodromu. General Ivan Armenac je imel ključno vlogo pri napadu na hipodrom.
Poleg tega je sodeloval v Bitka pri Tagini, Bitki pri Mons Lactarius in v Bitki pri Volturnu.

## Izvor
Narses je bil perzijsko-armenskega porekla. V primarnih virih se sploh prvič omenja v gradivu Prokopija leta 530.  Njegovo leto rojstva ni znano. Zgodovinarji se ne strinjajo in domnevajo, da je bil rojen leta 478. , 479. ali 480 n. št. Vprašanje je tudi letnica njegove smrti, ki jo datirajo od leta 566. do 574. , kar bi pomenilo, da je umrl v starosti od 86 do 96 let. Tudi njegova družina in sorodniki so neznani. O njegovem poreklu in o tem, kako je postal evnuh, krožijo številne zgodbe.
Njegovo vedenje do drugih je opisal Agathias Sholasticus  iz Myrine, ki ga je imenoval "odvetnik iz Myrine": " Bil je mož bistrega uma, dovolj pameten, da se je prilagajal času. Ni bil ne načitan ne spreten govornik, vendar je to nadoknadil z plodnostjo svojega intelekta. " Agatij je opisal tudi njegov fizični izgled: "Bio je majhen in vitek, ampak krepkejši in močnejšega duha, kot bi se mu pripisalo."